# Кликфрод
Кликфрод — один из видов сетевого мошенничества, представляющий собой обманные клики на рекламную ссылку лицом, не заинтересованным в рекламном объявлении. Может осуществляться с помощью автоматизированных скриптов или программ, имитирующих клик пользователя по рекламным объявлениям pay per click. Скликивать объявления могут недобросовестные веб-мастера со своих же сайтов либо конкуренты рекламодателей.
По данным BusinessWeek, значительно участились случаи кликфродов рекламных объявлений. Аналитики утверждают, что 10—15 процентов кликов на рекламу — ложные. При этом специалисты считают, что наиболее проблемной в этом плане является контекстная реклама. Крупнейшие онлайн-рекламодатели Запада решили объединиться для борьбы с данной тенденцией. Потери составляют почти 1 млрд долларов в год.

## Примеры кликфрода
- Технические клики — переходы по ссылкам, совершённые роботами индексации сайтов
- Клики рекламодателей — переходы по ссылкам, совершаемые рекламодателями по собственным объявлениям с целью поднятия CTR.
- Клики конкурентов — переходы по ссылкам, совершаемые сотрудниками конкурирующих структур.
- Клики со стороны недобросовестных веб-мастеров — переходы по ссылкам, совершаемые вебмастерами или созданными ими системами с целью увеличения доходности рекламной площадки[4]

## Признаки кликфрода
- Большое число переходов с одного IP-адреса.
- Большое количество посетителей, которые быстро покидают сайт.
- Высокое количество переходов на сайтах определённого партнёра.
- Снижение уровня конверсии при увеличении количества переходов.
- Увеличение количества переходов на все ключевые слова.[5]

## Алгоритм защиты от кликфрода в контекстной рекламе
- Сбор открытых данных о пользователях с помощью различных систем аналитики (Яндекс Метрика, Google Analytics, Motombo и т.д.),
- Группировка похожих сессий по признакам кликфрода. Группировать можно посредством методов кластеризации машинного обучения с применением алгоритма k-средних,
- Обучение нейронной сети на полученных группах похожих сессий с построением модели определения кликфрода,
- Подключение обученной модели к новым получаемым данным в реальном времени для определения кликфрода.
- Автоматизация действий на основе детектированных случаев кликфрода: После выявления подозрительных сессий на основе обученной модели, автоматическое принятие решений, таких как добавление IP-адресов в черный список, уменьшение ставок по объявлениям для подозрительных регионов или временное приостановление показов рекламы в обнаруженных сегментах.[6]